# St. Marien (Lügde)

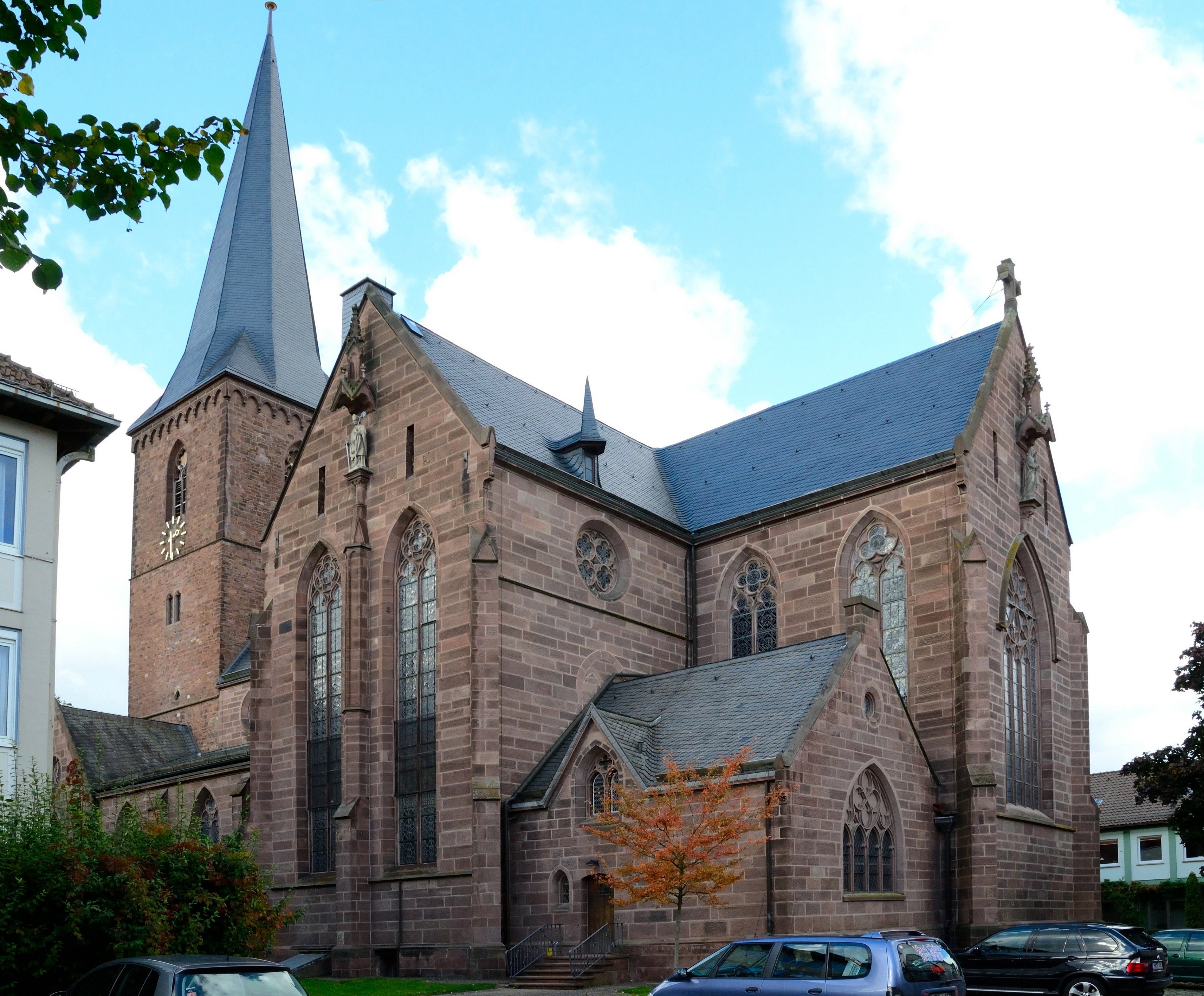
St. Marien, Lügde

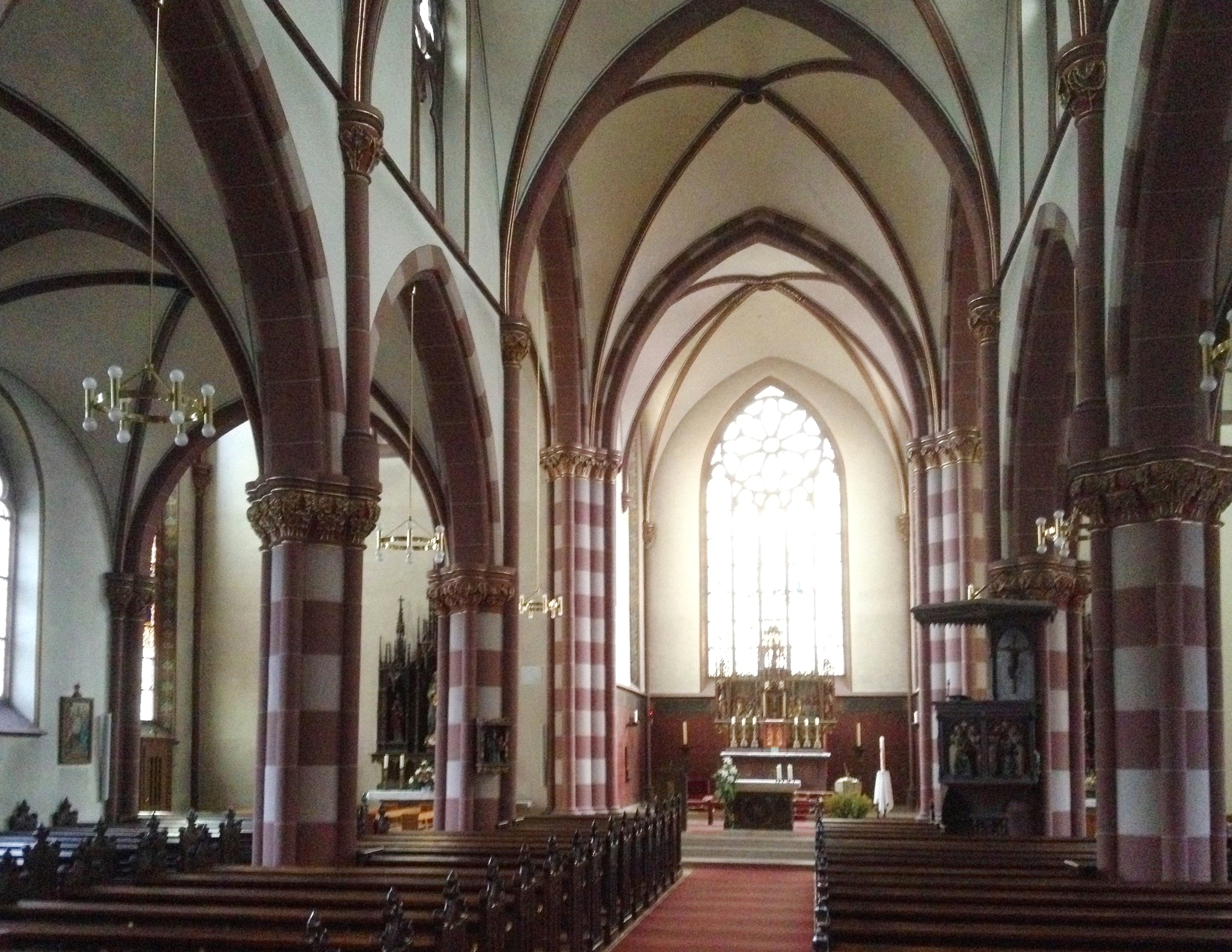
Innenraum

Die katholische Pfarrkirche St. Marien ist ein denkmalgeschütztes Kirchengebäude in Lügde im Kreis Lippe (Nordrhein-Westfalen).

## Geschichte und Architektur
Nach dem Abbruch der alten Pfarrkirche aus dem 13. Jahrhundert wurde 1894/95 an gleicher Stelle eine kreuzförmige, rippengewölbte Basilika nach Entwürfen von Lambert von Fisenne errichtet. Der gotische Westturm ist mit 1353 bezeichnet. Er wurde mit Steinen der alten abgebrochenen Kirche aufgestockt und ist seitdem 63 m hoch. Die Kirche in reichen neugotischen Formen wurde aus Werkstein gemauert. Nördlich des gerade geschlossenen Chores steht die Sakristei; das Pendant von 1932 steht auf der Südseite. Das Gebäude wurde von 1987 bis 1989 umfassend saniert. Die Bleiglasfenster wurden nach Vorlagen von Victor von der Forst angefertigt.

## Ausstattung

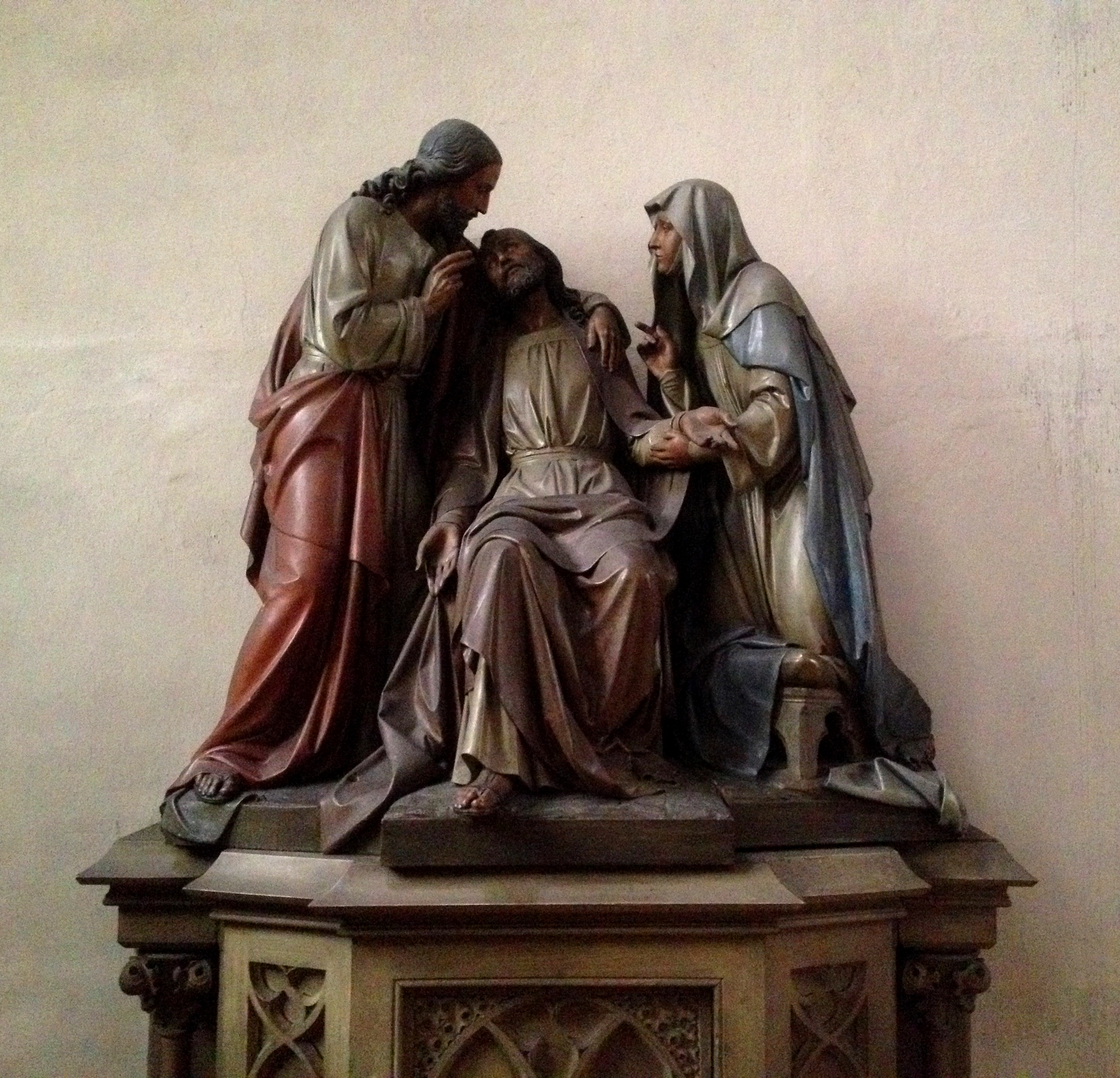
Anton Mormann: Tod des hl. Josef mit dem Beistand Jesu und Mariens

- Drei neugotische Altäre wurden von Mormann und Schweppenstedde hergestellt.
- Das im südlichen Seitenaltarretabel eingebaute Hauptfeld soll Teil eines um 1520 von einem Pater Hermann aus Antwerpen gefertigten  Altares mit einem figurenreichen Kalvarienberg sein. Das Retabel stand vorher in der Kilianskirche
- Das Kruzifix ist eine Arbeit aus der Zeit um 1420/30.
- Mehrere Schnitzfiguren stammen aus der Zeit um die Mitte des 19. Jahrhunderts. Hervorzuheben ist der Tod des hl. Josef von Mormann.
- Eine Gedenktafel an der Kirche erinnert an Otto Günnewich.